# Kolářovy sady
Kolářovy sady jsou park v Prostějově.

## Historie
Kolářovy sady vznikly v roce 1932 a byly financovány z odkazu soudce a mecenáše Theofila Kolarze (1851–1908) a jsou po něm také pojmenovány.

## Současnost
Složení parku je druhově bohaté. Mezi zastoupenými druhy je zde mj. jerlín japonský, buk lesní, ořešák popelavý, dřezovec trojtrnný, katalpa trubačovitá, pajasan žláznatý, habr obecný, javor platanolistý, tis červený, smrk východní, jedle stejnobarvá, cypřišek nutkajský, jalovec virginský, lípa americká, liliovník tulipánokvětý, jírovec žlutý a vilín virgniský. Výrazným prvkem je březová alej.